# Эвальд, Фёдор Фёдорович (1881)
Фёдор Фёдорович Эвальд (1 (13) апреля 1881—16 февраля 1942) — полковник, Георгиевский кавалер. Участник Белого движения.

## Биография
Происходил из дворянского рода Эвальдов. Родился в Санкт-Петербурге в семье действительного статского советника Фёдора Константиновича Эвальда (1850—1934).
В 1900 году окончил 3-ю Санкт-Петербургскую гимназию, в 1902 году — Николаевское кавалерийское училище (по 1-му разряду). Выпущен корнетом в Лейб-гвардии Кирасирский Его Величества полк; был делопроизводителем полкового суда (1904), полковым казначеем (1907). Три года учился в Военно-юридической академии. На 01.01.1909 — поручик, на 1912 год — штабс-ротмистр.
С 02 августа 1915 года — полковник. На 01.08.1916 — в 15-м Переяславском драгунском полку.
С 24 апреля 1917 года —командир 15-го Украинского гусарского полка. 
После поражения Белого движения в России продолжил активную деятельность в эмиграции. В 1920-х годах жил в Мюнхене; являлся сторонником признания прав великого князя Кирилла Владимировича на русский престол, входил в ближайшее окружение его супруги великой княгини Виктории Федоровны. Эвальд участвовал в Рейхенгальском монархическом съезде (1921); был председателем Русского комитета попечения о русских эмигрантах в Баварии (1920—1923), членом совета Русского монархического объединения в Баварии (1921—1923). В 1923 году суд чести русской колонии в Мюнхене, рассматривая обвинения Эвальда, что Русский комитет содержится на французские деньги, признал его виновным «в действиях, противных правилам чести и справедливости» и объявил ему порицание. 
Умер в Берлине. Похоронен на кладбище Тегель.
Высочайшим Приказом от 4 июля 1916 года награждён Георгиевским оружием за бой 31 июля 1915 года под Коварском.